# Kedr Livanskiy
Яна Кедрина (род. 4 октября 1990 года), больше известная под своим псевдонимом Кедр Ливанский (англ. Kedr Livanskiy)  — российский электронный музыкант, продюсер и диджей.

## Карьера
Яна Кедрина родилась 4 октября 1990 года в Москве, РСФСР. Она начала свою музыкальную карьеру как вокалистка в небольшой панк-рок группе Hesburger, после того, как некоторое время играла на барабанах в другой сладж-метал группе. В это время она изучала литературу в Институте журналистики и литературного творчества, а затем поступила в Московскую школу нового кино.
В начале 2010-х Кедрина и её друзья основали андерграундный проект Johns' Kingdom, который пробудил в ней интерес к электронной музыке. После выпуска своих первых треков под именем Kedr Livanskiy на SoundCloud, она подписала контракт с звукозаписывающим лейблом 2MR из Нью-Джерси, соучредителем которого был Майка Симонетти, основатель Troubleman Unlimited и Майка Снайпера, основатель Captured Tracks. В конце 2015 года Яна выпустила свой дебютный сингл «Сгорает», за которым последовал её EP 2016 года January Sun. Яна выпустила свой дебютный полноформатный альбом Ariadna в сентябре 2017 года, а её второй студийный альбом в стиле deep-house Your Need, был выпущен в 2019 году. Третий студийный альбом, Liminal Soul вышел 1 октября 2021   В декабре 2022-го, был издан дебютный сингл группы Косая Гора -  Те слова, которая является совместным проектом Яны с московским продюсером Flaty (наст. имя - Евгений Фадеев). Выход дебютного альбома группы, запланирован на март 2023 

## Стиль и влияние
Пол Симпсон из AllMusic охарактеризовал музыку Kedr Livanskiy как электронный лоу-фай поп и инди-электроника, основанную на техно 90-х и влиянии джангл, при этом назвав её ранние песни «зимними треками lo-fi house и jungle с в высшей степени запоминающимся вокалом и мелодией». Эми Клифф из The Guardian описала стиль Ливанского как «шугейз-электронная музыка, которая звучит так, как будто она прибыла в капсулу времени из эпохи ретро-футуризма». Её дебютный EP, January Sun имеет элементы «британской электронной музыки 90-х, мечтательного альтернативного рока и радио-попа». Её последующие выпуски отошли от программных синтезаторов в пользу аналогового оборудования, включая Roland SH-101 и Roland Juno-106. Альбом Ariadna 2017 года сравнивали с работами техно-продюсеров Patricia и Huerco S. Во время записи второго студийного альбома, Your Need, Кедрина использовала Roland TR-808 в качестве основы, а продюсерский вклад внес российский продюсер Flaty. Тексты Кедриной бывают как на русском, так и на английском языках.
Она говорила о Autechre, Aphex Twin, Boards of Canada и Mazzy Star как о источниках вдохновения. Она также отметила, что MTV и музыкальная эстетика 90-х повлияли на её ранние релизы, в то время как её второй альбом Your Need был обусловлен любовью к «классическому диджеингу хауса, брейкбита и гэридж», а также бейслайну, speed garage и грайму.

## Дискография

### Студийные альбомы
- Солнце января (2016)
- Ariadna (2017)
- Your Need (2019)
- Liminal Soul (2021)
- Kosogor (2023) — альбом Косой Горы, совместный проект с продюсером Flaty
- Myrtus Myth (2025)

### Мини-альбомы
- Сгорает (2015)
- ОСЕНЬ (2017)
- OST ДЖЕТЛАГ (2021) - саундтрек к одноименному фильму
- K-Notes (2023)

### Внеальбомные синглы
- No More Summer Rain (2014)
- There Was a Time (было время) (2018)

### Музыкальные видео
- «solnce yanvarya» (2014)
- «соловьиные песни» (2014)
- «No More Summer Rain» (2015)
- «razrushitelniy krug» (2015)
- «Otvechai za slova (Keep Your Word)» (2016)
- «Ariadna» (2017)
- «Your Name» (2017)
- «There Was a Time (было время)» (2018)
- «Kiska» (2019)
- «Sky Kisses» (2019)
- «Ivan Kupala (New Day) (Иван купала)» (2020)
- «Boy» (2021)
- «Your Turn (ft. Flaty)» (2021)
- «Stars Light Up (Посмотри на небо)» (2021)
- «Те Слова» (2022) - под именем Косая Гора (совместная с Flaty группа )